# San Vito di Fagagna
San Vito di Fagagna este o comună din provincia Udine, regiunea Friuli-Veneția Giulia, Italia, cu o populație de 1.666 locuitori (1 ianuarie 2023) și o suprafață de 8,57 km².

## Demografie
San Vito di Fagagna - evoluția demografică

|  | Graficele sunt indisponibile din cauza unor probleme tehnice. Mai multe informații se găsesc la Phabricator și la wiki-ul MediaWiki. |

Date: Recensăminte sau birourile de statistică - grafică realizată de Wikipedia